# آرثر مينديس
آرثر مينديس (بالبرتغالية: Arthur Mendes) (مواليد 7 سبتمبر 1993) هو سبّاح برازيلي، مثّل بلاده في الألعاب الأمريكية 2015.

## روابط خارجية
آرثر مينديس على موقع الاتحاد الدولي للسباحة (الإنجليزية)